# If I Were a Boy
If I Were a Boy" är en poplåt av den amerikanska R&B-sångerskan Beyoncé Knowles. Den skrevs av Toby Gad och BC Jean och producerades av Gad och Knowles för hennes tredje soloalbum, I Am… Sasha Fierce (2008). Tillsammans med "Single Ladies (Put a Ring on It)", släpptes låten som albumets huvudsingel till radiokanalerna i USA den 8 oktober 2008. CD-singeln släpptes den 11 november 2008. Låten toppade elva musiklistor runt om i världen, främst i europeiska länder.

## Låtlista
CD-singeln
1. "If I Were a Boy" - 4:10
2. "Single Ladies (Put a Ring on It)" - 3:13

Dance Mixes EP Vol.1
1. "If I Were a Boy (Maurice Joshua Mojo UK Main Mix)" - 6:30
2. "If I Were a Boy (Maurice Joshua Mojo UK Dub Mix)" - 6:28
3. "If I Were a Boy (Karmatronic Main Mix)" - 6:25
4. "If I Were a Boy (DJ Escape & Dom Capello Main Remix)" - 8:28
5. "If I Were a Boy (Maurice Joshua UK Radio Edit)" - 3:14
6. "If I Were a Boy (Karmatronic Radio Edit)" - 3:31
7. "If I Were a Boy (DJ Escape & Dom Capello Radio Edit)" - 4:07

Dance Mixes EP Vol.2
1. "If I Were a Boy (Lost Daze Remix Main)" - 5:08
2. "If I Were a Boy (Mark Picchiotti Remix Club)" - 7:15
3. "If I Were a Boy (Mark Picchiotti Remix Dub)" - 7:15
4. "If I Were a Boy (Chase Girls Club Mix)" - 8:28
5. "If I Were a Boy (Lost Daze Radio Edit)" - 3:05
6. "If I Were a Boy (Mark Picchiotti Radio Edit)" - 3:42
7. "If I Were a Boy (Chase Girls Radio Edit)" - 3:31